# Copa del Rey de baloncesto 1992
La 56.ª edición de la Copa del Rey de baloncesto se disputó en el Palacio de Deportes de Granada desde el 5 al 8 de marzo de 1992 en su fase final. Estudiantes Caja Postal ganó su segundo título después de derrotar al CAI Zaragoza en la final.
Esta edición fue jugada por los 24 equipos de la Liga ACB 1991-92. Los cuatro primeros equipos dentro de la temporada anterior calificaron directamente para el Ocho Final, mientras que los equipos 5 a 8 se unieron a la competencia en la tercera ronda. En el sorteo de la primera ronda, dos equipos fueron eliminados.

## Primera ronda
| Equipo 1          | Agr.    | Equipo 2      | Ida    | Vuelta |
| ----------------- | ------- | ------------- | ------ | ------ |
| Coren Orense      | 147–185 | Unicaja Ronda | 68–94  | 79–91  |
| Júver Murcia      | 183–156 | Ferrys Llíria | 101–78 | 82–78  |
| Huesca La Magia   | 147–136 | TDK Manresa   | 67–73  | 80–63  |
| Caja San Fernando | 146–147 | Valvi Girona  | 78–79  | 68–68  |
| DYC Breogán       | 116–136 | Elosúa León   | 52–72  | 64–64  |
| Pamesa Valencia   | 161–155 | OAR Ferrol    | 68–67  | 73–68  |
| CB Gran Canaria   | 151–154 | CB Granollers | 75–75  | 76–79  |
| Mayoral Maristas  | 152–159 | Granada       | 83–74  | 72–85  |

## Segunda ronda
| Equipo 1        | Agr.    | Equipo 2        | Ida   | Vuelta |
| --------------- | ------- | --------------- | ----- | ------ |
| Unicaja Ronda   | 161–168 | Júver Murcia    | 92–79 | 69–89  |
| Huesca La Magia | 153–162 | Valvi Girona    | 74–72 | 79–90  |
| Elosúa León     | 161–151 | Pamesa Valencia | 76–74 | 85–77  |
| CB Granollers   | 173–135 | Granada         | 84–54 | 89–81  |

## Tercera ronda
| Equipo 1         | Agr.    | Equipo 2         | Ida   | Vuelta |
| ---------------- | ------- | ---------------- | ----- | ------ |
| Real Madrid      | 164–153 | Júver Murcia     | 79–78 | 85–74  |
| Collado Villalba | 131–147 | Valvi Girona     | 71–83 | 60–64  |
| Elosúa León      | 167–159 | Fórum Valladolid | 83–75 | 84–83  |
| CAI Zaragoza     | 168–155 | CB Granollers    | 87–77 | 81–78  |

## Final a Ocho
|  | Cuartos de final        | Cuartos de final |                   |                         | Semifinal  | Semifinal  |                   |                         | Final        | Final      |  |
|  | 5 y 6 de marzo          | 5 y 6 de marzo   |                   |                         | 7 de marzo | 7 de marzo |                   |                         | 8 de marzo   | 8 de marzo |  |
|  |                         |                  |                   |                         |            |            |                   |                         |              |            |  |
|  |                         |                  |                   |                         |            |            |                   |                         |              |            |  |
|  | Estudiantes Caja Postal | 82               |                   |                         |            |            |                   |                         |              |            |  |
|  | Estudiantes Caja Postal | 82               |                   |                         |            |            |                   |                         |              |            |  |
|  | Real Madrid             | 80               |                   |                         |            |            |                   |                         |              |            |  |
|  | Real Madrid             | 80               |                   | Estudiantes Caja Postal | 78         |            |                   |                         |              |            |  |
|  |                         |                  |                   | Estudiantes Caja Postal | 78         |            |                   |                         |              |            |  |
|  |                         |                  | Joventut Badalona | 77                      |            |            |                   |                         |              |            |  |
|  | Joventut Badalona       | 77               | Joventut Badalona | 77                      |            |            |                   |                         |              |            |  |
|  | Joventut Badalona       | 77               |                   |                         |            |            |                   |                         |              |            |  |
|  | Valvi Girona            | 71               |                   |                         |            |            |                   |                         |              |            |  |
|  | Valvi Girona            | 71               |                   |                         |            |            |                   | Estudiantes Caja Postal | 61           |            |  |
|  |                         |                  |                   |                         |            |            |                   | Estudiantes Caja Postal | 61           |            |  |
|  |                         |                  | CAI Zaragoza      | 56                      |            |            |                   |                         |              |            |  |
|  | FC Barcelona            | 67               | CAI Zaragoza      | 56                      |            |            |                   |                         |              |            |  |
|  | FC Barcelona            | 67               |                   |                         |            |            |                   |                         |              |            |  |
|  | Elosúa León             | 62               |                   |                         |            |            |                   |                         |              |            |  |
|  | Elosúa León             | 62               |                   | FC Barcelona            | 77         |            |                   | Tercer lugar            | Tercer lugar |            |  |
|  |                         |                  |                   | FC Barcelona            | 77         |            |                   | Tercer lugar            | Tercer lugar |            |  |
|  |                         |                  | CAI Zaragoza      | 81                      |            |            |                   |                         |              |            |  |
|  | Taugrés Baskonia        | 83               | CAI Zaragoza      | 81                      |            |            | Joventut Badalona | 83                      |              |            |  |
|  | Taugrés Baskonia        | 83               |                   |                         |            |            | Joventut Badalona | 83                      |              |            |  |
|  | CAI Zaragoza            | 87               |                   |                         |            |            |                   |                         | FC Barcelona | 72         |  |
|  | CAI Zaragoza            | 87               |                   |                         |            |            |                   |                         | FC Barcelona | 72         |  |
|  |                         |                  |                   |                         |            |            |                   |                         |              |            |  |

## Final
| 8 de marzo de 1992 | Estudiantes Caja Postal                                   | 61–56                              | CAI Zaragoza                                                | |  |
| 20:00 GTM+1        | Marcador por tiempos: 31–31, 30–25                        | Marcador por tiempos: 31–31, 30–25 | Marcador por tiempos: 31–31, 30–25                          | |  |
|                    | Estadísticas Herreros 16 Winslow 12 Martínez 4 Winslow 20 | Boxscore Pts Reb Asts Val          | Estadísticas Arcega 19 Arcega 9 Andreu, Álvarez 2 Arcega 20 | Pabellón: Palacio de Deportes , Granada Asistencia: 7,800 espectadores Árbitros: Vicente Sanchís, Mateo Ramos |  |

| Campeones de la Copa del Rey 1992 |
| --------------------------------- |
| Estudiantes Caja Postal 2.º title |

## MVP de la Copa
- John Pinone